# Звідки я знайшовся?
Звідки я знайшовся? (англ. Where Did I Come From?) — книга англійського письменника Пітера Мейла про сексуальну освіту для дітей, батьків, бабусь і дідусів, яка була видана у 1973 році і з того часу періодично перевидається. Останнє перевидання, присвячене 50-річчю книги, випущено у 2022 році.

## Опис
Повна назва книги: «“Where Did I Come From?”: The facts of life without any nonsence and with illustrations.».
Книга складається зі 48 сторінок, наповнених текстом англійською мовою та ілюстрованих кольоровими малюнками, а також ілюстрованих обкладинки і звороту. Ілюстрації створені художниками Артуром Робінсом (Arthur Robins) та Паулем Волтером (Paul Walter).

### Зміст
Від першої і до останньої сторінки книги відображується історія подружньої пари, від моменту їх народження з описом процесу дорослішання, знайомства, шлюбу, вагітності і зрештою народження власних дітей.
Книга відображає фізіологічні і поведінкові зміни на кожному етапі життя людей.
Від обкладинки і до звороту прослідковується замкненість циклу життя, в якому малюк виростає, стає батьком і вже йому дорослому скоро треба буде пояснювати власному сину звідки беруться діти.

## Видання за країнами
Книга багато разів перевидавалася і перевидається у різних країнах у вигляді перекладних видань різними мовами.

### Естонія
У 1986 році видавництво «Valgus» видало книгу естонською під назвою «Kuidas ma maailma tulin?», у перекладі Малла Йохансона (Mall Johanson) з оригінальної англійської книги.
Ілюстрації для книги створив художник Пірет Мілдеберг (Piret Mildeberg).
У 1993 році цю книгу було перевидано.

### Україна
У 1993 році Видавнича фірма «Відродження» видала книгу українською під назвою «Звідки я знайшовся?», у перекладі Олеся Ященка з естонської книги. Після статті Ірини Калинець книгу почали вилучати з публічного продажу, але, завдяки Ефекту Стрейзанд, популярність книги навпаки зросла й її продовжували продавати підпільно, хоча вже й за завищеними цінами.
Книга містила 40 не нумерованих сторінок, ілюстрованих кольоровими малюнками, а також ілюстрованих обкладинки і звороту. Ілюстрації створені художником Геннадієм Кузнєцовим. Передмову для книги написав Мирослав Васильович Савчин, кандидат психологічних наук (з 2000 року, професор) та завідувач кафедри психології Дрогобицького державного педагогічного університету імені Івана Франка.
Наклад видання склав 150 000 примірників. Ціна примірника станом на 1 січня 2018 року складала 50 гривень. Станом на вересень 2023 року книга відсутня у продажу в українських онлайн-книгарнях, у тому числі й у Книгарня «Є» та Навчальна книга — Богдан, рекомендованих видавництвом.

Обкладинка видання книги українською, 1993 рік.

## Критика
У 1993 році, невдовзі після появи українського видання книги у продажу, народна депутатка України Ірина Калинець опублікувала статтю «Турбує проблема морально-етичного становлення нації», про яку в газеті «Ратуша» за 1 травня 1993 року було опубліковано замітку з наступним текстом:
Велика стаття Ірини Калинець «Турбує проблема морально-етичного становлення нації». Оголошено війну проти дитячої книжки кандидата наук М.Савчина «Звідки я знайшовся». Порнографічна книжечка з огидними малюнками. Частина глобального плану перетворення української нації в націю проклятих Богом хамів. Знято з продажу.
У вересні 1993 року у часописі «Визвольний шлях» було опубліковано статтю Ірини Калинець «Проблема морального відродження нації» написану у Києві і датовану 2 липня 1993 року, у якій були відсутні згадки про книгу і Савчина.
У 2016 році професор Університету штату Пенсільванія Бретт Люнцефорд (Brett L. Lunceford), незалежний дослідник у галузі риторики, сексуальності та гендеру, у своїй статті «Мамуся й татусь побралися, та інші створювані міфи у дитячих книжках про секс», опублікованій у збірнику «Сила риторики у дитячій літературі», оглядаючи кілька дитячих книг про секс, зокрема порівнюючи книги Пітера Мейла «Where Did I Come From?» та Вілла МакБрайда «Show Me!», критикує занадто коміксовий стиль ілюстрацій у книзі Мейла, як такі, що насправді не відображають взагалі чи відображають лише частково, або навіть спотворено, частини тіла людей, зокрема статеві органи. Люнцефорд наголошує на занадто об'ємному текстовому наповнені сторінок: тексти, хоча в більшості досить детально і правдиво описують статевий акт, але створюють міфи про задоволеність обох партнерів через ігнорування автором висвітлення можливої наявності у партнерів різного роду статевих дисфункцій. Також науковець звертає увагу на занадто фігуральну мову викладення, в той час як решта подібних книг мають більш клінічний стиль опису статевих стосунків, і звертає увагу на засилля маскулізму у книзі Мейла. Позитивно Люнцефорд відгукується щодо використання у книзі коректної термінології у назвах статевих органів, тобто пеніс і вагіна, у той час як в інших книгах використання подібних слів залишається табуйованим. Підсумовуючи огляд дитячих книг про секс, науковець робить наголос на тому, що подібні книги мають значущий і часто визначальний вплив на формування дітей і на те як ці діти будуть виховувати вже власних дітей, коли стануть дорослими, а також на тому що книги, які читають діти, допомагають формувати світ у якому вони живуть.
На сайті Goodreads, станом на вересень 2023 вересень, залишено понад 170, переважно схвальних, відгуків читачів на оригінальну книгу Мейла. Загальна оцінка книги, оціненої понад 1000 читачів, складає 4,16 бали за 5-бальною шкалою, при цьому 50% читачів оцінили книгу на 5 балів, ще 25% читачів поставили оцінку у 4 бали, і лише 7% читачів оцінили книгу на 2 та 1 бал.

## Цікаві факти
- Перше видання оригінальної книги англійською вийшло друком у Сполучених Штатах Америки у 1973 році, де Пітер Мейл періодично проживав після переїзду з Англії у Францію.
- У 1974 році оригінальна книга англійською була перевидана з додаванням на обкладинку інформації про те, що з моменту першого видання вже було продано понад мільйон примірників книги.
- У 2022 році, до 50-річчя оригінального видання книги, у США було видано ювілейне видання оригінальної книги. Ця книга вийшла вже після смерті автора, який помер у 2018 році у Франції.

#### Видання англійською
- Peter Mayle ; Ilustrated by Arthur Robins and Paul Walter. “Where Did I Come From?”. — Secaucus, NJ : Carol Publishing Group, 1973. — 48 p. — ISBN 0818401613.
- Peter Mayle ; illustrated by Arthur Robins. “Where Did I Come From?”. — 50th Anniversary Edition. — New York, NY : Citadel Press Inc, 2022. — 48 p. — ISBN 9780806542287.

#### Видання естонською
- Mall Johanson ; Illustreerija: Piret Mildeberg. Kuidas ma maailma tulin?. — Tallinn : Valgus, 1986. — 48 p. — ISBN 9789916041512.
- Mall Johanson ; Illustreerija: Piret Mildeberg. Kuidas ma maailma tulin?. — 2. tr. — Tallinn : Valgus, 1993. — 48 p. — ISBN 9785440006768.

#### Видання українською
- П. Мейл ; пер. з ест. О. Ященко ; іл., худ. Г. Кузнєцов. “Звідки я знайшовся?”. — Львів : Відродження, 1993. — 40 с. — 150000 прим. — ISBN S-12-004212-0.